# Mária Kliburszkyné Vogl
Mária Kliburszkyné Vogl (ur. 17 lipca 1912 w Rákospalocie, dzisiejszej dzielnicy Budapesztu; zm. 1 listopada 1996 w Budapeszcie) – węgierska geochemiczka, profesorka uniwersytecka i członkini korespondentka (od 1973) i rzeczywista (od 1985) Węgierskiej Akademii Nauk. Odegrała znaczącą rolę we wprowadzaniu i rozwoju nowoczesnych metod analitycznych. Była żoną Béli Kliburszkyego (1909–1982) i matką mineralożki Marii Földvári, najważniejszego autorytetu w dziedzinie termoanalizy na Węgrzech. 

## Życiorys
W 1935 r. uzyskała dyplom nauczycielski w zakresie matematyki, nauk przyrodniczych i chemii, a w 1937 dyplom doktora nauk humanistycznych na budapeszteńskim Uniwersytecie Loránda Eötvösa. W latach 1936–1987, do czasu odejścia na emeryturę, była zatrudniona w Węgierskim Instytucie Geologicznym (Magyar Állami Földtani Intézet) jako pracownik naukowy, od 1962 r. jako kierowniczka Zakładu Geochemii, od 1964 r. jako kierowniczka głównego laboratorium, a od 1975 r. jako doradca naukowy. 

## Dorobek naukowy
Jej praca naukowa koncentrowała się na opracowaniu i wprowadzeniu ilościowych metod badań geochemicznych. W latach 50. XX w. wraz ze swym późniejszym mężem Bélą Kliburszkym opracowała pierwsze na Węgrzech urządzenie oparte na zasadzie termoanalizy różnicowej, które okazało się skuteczne w jakościowej identyfikacji składu minerałów ilastych, węglanów i boksytów przez pomiary zawartości ciepła (entalpię) badanego minerału i jego zmian. Od lat 50. XX w. była inicjatorem i kierowała badaniami występowania pierwiastków śladowych na Węgrzech w Węgierskim Instytucie Geologicznym, w ramach tzw. regionalnego programu badań mikroelementów. Była to znacząca praca z punktu widzenia genezy minerałów i skał, która wzbogaciła geochemiczne metody badań pierwiastków śladowych. Zajmowała się również meteorytami, w tym geochemiczną analizą meteorytów z Kaby i Mike. Przyczyniła się też do określania bezwzględnego wieku formacji geologicznych metodą analizy widmowej. 

## Członkostwa i nagrody
W uznaniu jej osiągnięć naukowych została członkinią korespondentką (od 1973) i rzeczywistą (od 1985) Węgierskiej Akademii Nauk. Była też honorową członkinią Węgierskiego Towarzystwa Geologicznego (Magyarhoni Földtani Társulat) oraz brała udział w pracach amerykańskiego Towarzystwa Geochemicznego (Geochemical Society).

## Publikacje
- K és Na tartalmú elegyüvegek elektromos ellenállásának vizsgálata. Budapest, szerző, 1936
- Az üveg elektromos vezetőképessége. Budapeszt, 1937
- Nátrongabbró a Bódva-völgyben. Budapest, 1950 (z Gáborem Pantó)
- A somogymegyei Mike községben hullott meteorit vizsgálata. in: Földtani Közlöny 1953 (z Kálmánem Sztrókayem)
- Neue grundsätzliche Gesichtspunkte zur Theorie und Praxis der Differentialthermoanalyse. in: Acta Geologica 1954 (z Bélą Kliburszkym)
- Geokémiai vizsgálatok magyarországi kőszenek hamuin. in: Földtani Közlöny 1955 (z Elemérem Szádeczky-Kardossem)
- A differenciális termikus elemzés szerepe az ásványtanban és a földtani nyersanyagkutatásban. Budapest, Műszaki, 1958, 90 p.
ang.: The role of differential thermal analysis in mineralogy and geological prospecting. Budapest, Akadémiai, 1958
- Korszerű geokémiai vizsgálati módszerek: Aktiválásos eljárások, tömegspektrográfia. Budapest, Mérnöki Továbbképző Intézet, 1964, 44 p.
- Rétegazonosítás nyomelemvizsgálatok alapján. Budapest, Mérnöki Továbbképző Intézet, 1965, 35 p.
- Földtani időszámítás a klasszikus módszerek és az abszolút módszerek összehasonlításával. Budapest, Mérnöki Továbbképző Intézet, 1965, 39 p.
- A ritka elem dúsulások felismerésének alapelvei. Budapest, Magyar Állami Földtani Intézet, 1967, 266 p.
- Összefoglaló értékelő jelentés a területi ritkaelemkutatás tájékozódó jellegű kutatási fázisának eredményeiről. Szerk. Földváriné Vogl Mária. Budapest, Magyar Állami Földtani Intézet, 1971, 95 p.
- A területi geokémiai kutatás elméleti és gyakorlati módszerei. Budapest, Műszaki, 1975, 240 p.
Angolul: Theory and practice of regional geochemical exploration. Budapeszt, Akadémiai, 1978, 272 p.
- Geochemistry of the young alkaline bazaltic volcanism of Hungary. Budapest, 1983 (z Györgyem Pantó)
- A geokémia időszerű problémái. Budapest, Akadémiai, 1987, 33 p. (1986-ban elhangzott akadémiai székfoglalója)[2]